# Феролето-делла-К'єза
Феролето-делла-К'єза (італ. Feroleto della Chiesa, сиц. Ferulitu de la Chiesa) — муніципалітет в Італії, у регіоні Калабрія,  метрополійне місто Реджо-Калабрія‎.
Феролето-делла-К'єза розташоване на відстані близько 490 км на південний схід від Рима, 70 км на південний захід від Катандзаро, 55 км на північний схід від Реджо-Калабрії.
Населення — 1721 особа (2014).

## Демографія
Населення за роками:

Станом на 1 січня 2023 року в муніципалітеті офіційно проживало 37 іноземців з 5 країн, серед них 31 громадянин країн Євросоюзу та 2 громадяни України.

## Сусідні муніципалітети
- Аноя
- Галатро
- Лауреана-ді-Боррелло
- Маропаті
- Мелікукко
- Розарно